# ونوس خفته (جورجونه)
ونوس خفته (انگلیسی: Sleeping Venus) یک نقاشی از استاد رنسانس ایتالیایی جورجونه است، این نقاشی پس از مرگ جورجونه در ۱۵۱۰، با یک چشم‌انداز و آسمان توسط تیسین تکمیل گردید، این اثر هنری امروزه در گمیلده گالری درسدن قرار دارد
نقاشی یکی از واپسین کارهای جورجونه است که نشانگر یک زن برهنه با چشم‌انداز تپه‌هایی در پس‌زمینه است، جورجونه تلاشی متعالی برای نشان دادن جزئیات پس‌زمینه و سایه در اثر به کار برده، انتخاب یک زن برهنه در این اثر به عنوان یک انقلاب در هنر و به نظر بسیاری از متخصصین به عنوان نقطه شروع هنر مدرن تلقی می‌گردد، نقاشی در زمان مرگ خالقش ناتمام ماند، چشم‌انداز و آسمان درون اثر بعدها توسط تیسین به اثر اضافه گردید